# Morgan Evans (cantante)
Morgan John Evans (nacido el 24 de abril de 1985) es un cantante y compositor australiano de música country. Lanzó un self-titled álbum de estudio debut en marzo de 2014, que alcanzó el puesto 20 en el ARIA Albums Chart. Evans también tuvo un éxito cruzado con "Kiss Somebody" en 2017. En 2019, ganó el Premio ARIA al Mejor Álbum Country por su segundo álbum de estudio, Things That We Drink To.

## Vida y carrera

### 1985–2010: primeros años y carrera
Evans nació el 24 de abril de 1985 en Newcastle, New South Wales. Tiene una hermana menor, Jane, y un hermano menor, Tom, que también es músico y toca el bajo. A la edad de 13 años, Evans realizó su primer concierto. Mientras asistía a Warners Bay High School, formó parte de un trío de rock local, Extortion, que ganó un concurso de bandas de escuelas secundarias estatales, Youthrock, en 2002. Más tarde, Extortion pasó a llamarse Solver (Solver (banda)). A partir de 2006, Evans proporcionó la voz principal y la guitarra en el grupo, su hermano Tom estaba en el bajo y un amigo, Nicholas Cook, era el baterista. La banda ganó el premio Artista del Año y Mejor Actuación de Rock en los Premios MusicOZ de 2006.
En 2007, Evans ganó el concurso Road to Tamworth y por su premio voló a Nashville para grabar un sencillo. Firmó con Sony BMG y lanzó su sencillo debut "Big Skies", en septiembre de 2007. La canción principal se transmitió en estaciones de radio de música country australianas..
Evans estuvo de gira con Brooks & Dunn, Gary Allan, Shannon Noll, Adam Harvey y fue seleccionada personalmente por Taylor Swift para abrir su primera gira por Australia.

### 2012–2016: álbum de estudio debut
En enero de 2012, Evans lanzó su EP debut, Live Every Day, a través de Warner Music Australasia. A esto le siguió en agosto de ese año un segundo EP, Mientras somos jóvenes. Fue nombrado Artista Nuevo Oz del Año en los CMC Music Awards de 2013.
Evans lanzó un álbum de estudio debut de homónimo en marzo de 2014, que alcanzó el puesto 20 en la ARIA Albums Chart. En los CMC Music Awards de 2014 ganó el premio Oz de Artista del Año, Artista Masculino del Año y Mejor Vídeo Australiano del Año. Su tema, "Like a Tornado", fue preseleccionado para el concurso Vanda and Young Songwriting Competition de 2014.